# Cossura alba
Cossura alba är en ringmaskart som beskrevs av Hartman 1967. Cossura alba ingår i släktet Cossura och familjen Cossuridae. Inga underarter finns listade i Catalogue of Life.